# علي النمازي الشاهرودي
الشيخ علي النمازي الشاهرودي (1333 هـ - 1402 هـ). هو رجل دين ومحدِّث شيعي إيراني، كان من المهتمين بعلم الحديث الشيعي والمؤلِّفين المكثرين في هذا المجال، وقد قال عنه جعفر السبحاني في ترجمته له: «اعتنى كثيراً بروايات وأخبار أئمة أهل البيت عليهم السلام، ورواة حديثهم». كما ترجم له محمد رضا النصيري في اثر آفرينان واصفاً إيَّاه بقوله: «عالم ديني، فقيه، محدِّث، ومتكلِّم». وترجم له محمد شريف الرازي في گنجینه دانشمندان مثنياً عليه بالقول: «حجة الإسلام والمسلمين قدوة العلماء العاملين الحاج الشيخ علي بن العالم الكامل والعابد الزاهد آية الله الحاج الشيخ محمد المعروف بالنمازي الشاهرودي، من علماء مشهد المعاصرين وأئمة الجماعة».(1)

## ولادته ونشأته
كانت ولادة النمازي الشاهرودي بمدينة شاهرود الإيرانيَّة في أواخر العهد القاجاري، وذلك سنة 1332 هـ، كما نصَّ على ذلك محمد رضا النصيري في ترجمته له في أثر آفرينان، وذكر أنَّه نشأ بشاهرود وتعلَّم فيها المقدمات على يد والده الذي كان من رجال الدين في شاهرود، وذلك قبل هجرته إلى مشهد. وذكر نحو ذلك محمد شريف الرازي في ترجمته له في گنجینه دانشمندان.

## هجرته إلى مشهد
هاجر النمازي الشاهرودي فيما بعد إلى مدينة مشهد، وأتمَّ دروس السطوح فيها، قبل أن يلتزم حضور دروس مهدي الأصفهاني وأبحاثه، وظلَّ ملازماً له نحو خمسة عشر سنة. كما صار في مشهد إماماً لأحد المساجد الواقعة بمنطقة بالاخيابان.

## مؤلفاته
ترك جملة من المؤلفات باللغتين العربيَّة والفارسيَّة، كما عربت بعض كتبه الفارسيَّة، ومن كتبه:

### العربية
| - الأعلام الهادية في اعتبار الكتب الأربعة. - الاحتجاج بالتاج على أصحاب اللجاج. - مستدركات علم رجال الحديث. - رسالة علم غيب الإمام. - مستدرك سفينة البحار. - رسالة التفويض. - أصول الدين. - مناسك الحج. - مستطرفات المعالي. كتاب في علم الرجال، وصفه حسن النمازي بالقول: «رتب فيه رجال الكشي مع إضافات كثيرة تخلو منها الكتب الرجالية المفصلة». - روضات النظرات. في الفقه الاستدلالي، ويقع في عشرة أجزاء. - مجموعة نفيسة في الطب. - معرفة الأشياء. كتاب في الطب النباتي. - دورة كاملة في المعارف الإلهية. - حاشية على تفسير البرهان. حاشية على كتاب البرهان في تفسير القرآن لهاشم البحراني، وقال حسن النمازي أنَّ هذه الحاشية «استدراك للأحاديث التي فاتت عن المرحوم السيد هاشم البحراني». - حاشية على رجال المامقاني. حاشية على كتاب تنقيح المقال في علم الرجال لعبد الله المامقاني. - حاشية على رجال الخوئي. حاشية على كتاب معجم رجال الحديث لأبي القاسم الخوئي. | - حاشية على رجال الشيخ الطوسي وتصحيحه. - حاشية على كتاب الجواهر. حاشية على كتاب جواهر الكلام لمحمد حسن النجفي. - حاشية على كتاب الحدائق الناضرة. حاشية على كتاب الحدائق الناضرة ليوسف البحراني. - حاشية على كتاب وقائع الشهور. - حاشية على كتاب الرسالة الرجبية. - رسالة نور الأنوار. في شرح مراحل خلقة النبي محمد والأئمة الإثني عشر، وانفرد هذا الكتاب - دون سائر كتب النمازي الشاهرودي الأخرى - بكونه كُتب بالعربية والفارسية معاً.(2) - قرآن وعترت در إسلام. - تاريخ فلسفة وتصوف. ويُقال له كذلك مناظرهٔ دكتر با سياح‌پياده، وقد عرَّبه سجاد الرضوي الكربلائي وطبع بعنوان تاريخ الفلسفة والتصوف. - ابواب رحمت. كتاب مطبوع، وصفه السبحاني بأنَّه «في العقائد والأخلاق». - مناسک حج ووجوب و فضيلت آن. - اثبات ولايت. - اركان دين. - زندگانى حبيب بن مظاهر اسدى. - تاريخچه مجالس روضه خوانى وعزادارى سيد مظلومان. |

## هوامش
- 1 - النص الأصلي (بالفارسية: حجةالاسلام والمسلمین قدوة العلماء العاملین آقای حاج شیخ علی بن العالم الکامل والعابد الزاهد آیت‌الله حاج شیخ محمد معروف به نمازی شاهرودی از علما و ائمه جماعت معاصر مشهد مقدسند).[3]
- 2 - أي أنَّ بعض مطالب الكتاب عربية والأخرى فارسية.